# 定義温泉
定義温泉（じょうげおんせん）は、宮城県仙台市青葉区大倉にある温泉。旅館は奥羽山脈・船形山南東麓の湯川（名取川水系広瀬川上流の大倉川の支流）沿いに建つ。近くには、平貞能の平家落人伝説や子授け信仰がある定義如来（西方寺）が存在し、地名の由来となっている。

## 解説
江戸時代以前あるいは江戸時代初期に発見されたとの説もあるが正確な年代は不明。
江戸後期の寛政時代（1789〜1801）に黒川郡の早坂新四郎が開湯を試みるも果たせず。
文政時代（1818〜1831）、出羽国東根村の桶屋の娘が眼病に罹り、あらゆる薬を試すも効果なく、神に祈ったところ定義温泉に沐浴せよとの神託を受け、3週間ほどの湯治で完治したという。
その話を聞き及んだ大澤村の結城勝蔵が開湯を試み数年間試堀するも失敗。その後天保14（1844）年、庄司平吉、関新右衛門、石垣加茂之助の3名が合同で開湯に挑むも庄司と関は途中で離脱、石垣が単身で資金を募り私財を擲つなどして、嘉永2（1849）年、ついに開湯に漕ぎ着けた。
また、いつの頃からか「逆上（のぼせ）引き下げの湯」として知られるようになり、精神疾患に特効があるとされるが、一般的な温泉地ではなく、一般人の宿泊は一切できない。
ノイローゼ、自閉症、その他脳疾患など神経性疾患の治療を専門とする、完全予約制の療養温泉であり、開湯当初から専門湯治場のスタイルを貫いている。伝統的な療法を堅持しており、数年ぐらいでの患者の社会復帰を目指している。
山あいに旅館が一軒佇む。かなりの歴史を感じさせる建物はコの字型の木造2階建てで大きく風格がある。背後には山が迫っており、落ち着いた静かな環境である。1969年の雑誌『旅』に、精神科医の斉藤茂太が訪問記を書いたことがあり、それによれば昔は暴れる患者を縄や鎖で縛りつけて入浴させ、2日間絶食させると鎮静したという。そのための専用の浴槽があり、畳一畳ほどの小さなものだそうである。
かつて興味本位のマスコミらが、この温泉に対して誤解を招くような報道や記事で煽り立てたことがあり、また、釣り客や定義薬師の参拝客が泊めてもらおうとして、けんもほろろに突き返されたケースも少なくないため、一部の人には大いなる誤解を招いているのも現状である。今日においても、物見遊山の施設見学は言うまでもなく、純粋な療養目的以外での訪問、問い合わせは避けるようにしたい。
2021年（令和3年）現在、2011年（平成23年）の東日本大震災による被害の影響で閉鎖されている。

## 泉質
- 単純泉 - 36〜39℃

## 効能
神経性疾患、婦人病、神経病、眼病、梅毒

## 交通
- JR仙山線・陸前白沢駅からバス。
- 仙台駅仙台駅前 10番のりばより「定義」行き仙台市営バスに乗車。

1938年（昭和13年）から1960年（昭和35年）まで、産業用の定義森林鉄道が付近を通過していたが、当温泉の旅客の輸送をしたかは不明。

## その他
- 1969年8月に漫画家のつげ義春が夏油温泉の帰路に後の夫人である藤原マキとともにバスの終点である定義如来の門前のそば屋の紹介で宿泊しており（精神病者で医者の紹介状がないと泊まれないため、頭痛がすると偽った）、その著書『つげ義春とぼく』の中に詳しく記している。雨に濡れ寒気がしたつげは階段の脇の布団を無断で持ち出し被っていたところおかみさんに「ひとの家の押入れをコソコソ開けたりして、泥棒猫みたいな真似しないでおくれ」とひどく叱られ、謝っても「謝ってすむことではない」と大変な剣幕で言われたエピソードなどが書かれている。その後、つげは漫画作品『枯野の宿』の中で、このエピソードをそのまま使用している。また、浴室の壁には「大小便を堅く禁ず」と張り紙があったそうである。

## 参考サイト
- 近代日本精神医療史研究会
- 【超秘湯】定義温泉に行ってみた【宮城】 - 2014年7月16日に定義温泉までの道程を収録した動画。
- 定義温泉 2015.4.19 - バイクでの温泉までの道程と2015.4.19時点での敷地内の様子を収めた動画